# Ana María Besalduch Besalduch
Ana María Besalduch Besalduch (Vinaròs, 1973) és una política i advocada valenciana, alcaldessa de Sant Mateu (Baix Maestrat) des del 2011.
Besalduch és llicenciada en dret i ha exercit d'advocada a Vinaròs. Milita al Partit Socialista del País Valencià (PSPV) i és regidora a l'ajuntament de Sant Mateu des de 1999. A les eleccions de 2011 aconseguí l'alcaldia i accedí a l'escó de diputada a les Corts Valencianes.